# 1998-as magyar vívóbajnokság
Az 1998-as magyar vívóbajnokság a kilencvenharmadik magyar bajnokság volt. Ettől az évtől a női kardvívók részére is rendeztek bajnokságot. A bajnokságot december 19-én rendezték meg Budapesten, a Nemzeti Sportcsarnokban.

## Eredmények
| Versenyszám          | Arany                   | Arany | Ezüst                              | Ezüst | Bronz                                                 | Bronz |
| -------------------- | ----------------------- | ----- | ---------------------------------- | ----- | ----------------------------------------------------- | ----- |
| Férfi tőrvívás       | Juhász Bence MTK        |       | Marsi Márk MTK                     |       | Juhász Attila Vasas SCVécsey Zoltán BVSC              |       |
| Férfi párbajtőrvívás | Gömöri Zsolt OSC        |       | Boczkó Gábor Bp. Honvéd            |       | Kolczonay Ernő Fless VKTotola Gábor MTK               |       |
| Férfi kardvívás      | Nemcsik Zsolt Vasas SC  |       | Németh Gábor Újpesti TE            |       | Fodor Kende BSEKöves Csaba BSE                        |       |
| Női tőrvívás         | Mohamed Aida MTK        |       | Garami Annamária Újpesti TE        |       | Madarász Magdolna Újpesti TEVarga Gabriella Csata DSE |       |
| Női párbajtőrvívás   | Mincza Ildikó MTK       |       | Szalay Gyöngyi Tapolcai Bauxit ISE |       | Hormay Adrienn MTKTóth Hajnalka Bp. Honvéd            |       |
| Női kardvívás        | Nagy Orsolya Újpesti TE |       | Csaba Edina Bp. Honvéd             |       | Felkai Eszter BVSCBartók Szilvia Újpesti TE           |       |